# Renata Vasconcellos
Renata Fernandes Vasconcellos, née le 10 juin 1972 à Rio de Janeiro, est une journaliste brésilienne. Elle présente, sur le réseau de télévision brésilien Globo, la matinale Bonjour Brésil et l'édition de fin de semaine de Jornal Nacional, le journal national du soir.
Elle est diplômée de l'Université pontificale catholique de Rio de Janeiro. Elle a commencé sa carrière en tant que mannequin. Elle débute à la télévision en 1996, en présentant le bulletin Em Cima da Hora de la chaîne d'information en continu Globo News.
Rede Globo, sa première apparition sur Jornal Hoje en 1997, et le présentateur le samedi. Lors des échanges sur Rede Globo. En 2002, il est devenu l'hôte de bonjour Brésil, d'abord avec Renato Machado et plus tard avec Chico Pinheiro et est même devenue une partie de la rodizio de présentateurs possibles du Jornal Nacional.
En octobre 2013, il a assumé la présentation du Fantástico, faisant double avec Tadeu Schmidt,, où il est resté pendant un court laps de temps, car en novembre 2014, tiendra accueillir le Jornal Nacional,.